# Philip Herbert, 7:e earl av Pembroke
Philip Herbert, 7:e earl av Pembroke, 4:e earl av Montgomery, född 1652/53, död den 29 augusti 1683, var en engelsk adelsman som ärvde titlar och egendomar den 8 juli 1674 efter att han halvbror William dött. Han har kallats den ökände earlen av Pembroke, eftersom han var en dömd mördare.
Han döptes den januari 1652/53 och växte upp i Wiltshire på Wilton House, som äldste son till Philip Herbert, 5:e earl av Pembroke i dennes andra äktenskap med Katherine Villiers, dotter till sir William Villiers, 1:e baronet. Den 17 december 1674 äktade den nyblivne earlen Henrietta de Kéroualle, syster till Karl II:s älskarinna Louise de Kéroualle. Äktenskapet var barnlöst.
Pembroke var Custos rotulorum i Pembrokeshire och Glamorgan från 1674 och i Wiltshire (där han även var lordlöjtnant från den 20 maj 1675 till sin död). Pembroke ärvdes av sin bror Thomas. Han begravdes i katedralen i Salisbury.